# أوتو بيرد برايس
أوتو بيرد برايس هو سياسي كندي، ولد في 16 سبتمبر 1877 في نيو برونزويك في كندا، وتوفي في 18 يناير 1947. انتخب عضو الجمعية التشريعية لنيو برونزويك ‏ وانتخب عضو مجلس العموم الكندي.